# Campeonato Europeo de Tiro al Plato de 2008
El XXXVIII Campeonato Europeo de Tiro al Plato se celebró en Nicosia (Chipre) entre el 5 y el 14 de julio de 2008 bajo la organización de la Confederación Europea de Tiro (ESC) y la Federación Chipriota de Tiro Deportivo.
Las competiciones se llevaron a cabo en el Campo de Tiro Olímpico de Nicosia. 

## Países participantes
Participaron en total 234 tiradores (169 hombres y 65 mujeres) de 39 países miembros de la ESC.
| - Alemania (9/6) - Andorra (1/-) - Austria (5/1) - Azerbaiyán (2/2) - Bélgica (3/-) - Bielorrusia (3/-) - Bulgaria (6/1) - Chipre (9/3) - Croacia (3/-) | - Dinamarca (4/-) - Eslovaquia (4/4) - Eslovenia (3/-) - España (8/2) - Estonia (-/2) - Finlandia (5/4) - Francia (5/4) - Georgia (3/1) - Grecia (7/2) - Hungría (6/2) - Irlanda (3/-) | - Islandia (2/-) - Italia (9/6) - Letonia (1/-) - Lituania (3/1) - Malta (2/-) - Noruega (4/1) - Países Bajos (1/-) - Polonia (5/1) - Portugal (3/-) | - Reino Unido (9/6) - República Checa (6/1) - Rumania (4/1) - Rusia (9/6) - San Marino (3/-) - Serbia (2/-) - Suecia (4/2) - Suiza (1/-) - Turquía (5/3) - Ucrania (5/4) |

## Resultados

### Masculino
| Evento               | Oro                                    | Plata                                           | Bronce                                     |
| -------------------- | -------------------------------------- | ----------------------------------------------- | ------------------------------------------ |
| Foso (10.07)         | Karsten Bindrich · Alemania · 149 pts. | David Kostelecký · República Checa · 146+1 pts. | Jiří Lipták · República Checa · 146+0 pts. |
| Foso (equipos)       | Italia · 363                           | República Checa · 360                           | Rusia · 358                                |
| Doble foso (07.07)   | Steven Scott Reino Unido 191+2         | Håkan Dahlby · Suecia · 191+1                   | Waldemar Schanz · Alemania · 188           |
| Doble foso (equipos) | Rusia · 415                            | Reino Unido 410                                 | Alemania · 409                             |
| Skeet (13.07)        | Tore Brovold · Noruega · 150           | Harald Jensen · Noruega · 149+12                | Nikolaos Mavrommatis · Grecia · 149+11     |
| Skeet (equipos)      | Chipre 364                             | República Checa · 363                           | Italia · 363                               |

### Femenino
| Evento          | Oro                               | Plata                                | Bronce                              |
| --------------- | --------------------------------- | ------------------------------------ | ----------------------------------- |
| Foso (12.07)    | Susanne Kiermayer · Alemania · 94 | Zuzana Štefečeková · Eslovaquia · 93 | Elena Tkach · Rusia · 91            |
| Foso (equipos)  | Rusia · 206                       | Francia 204                          | Italia · 203                        |
| Skeet (09.07)   | Danka Barteková · Eslovaquia · 99 | Natahlie Larsson · Suecia · 96+4     | Christine Brinker · Alemania · 96+3 |
| Skeet (equipos) | Eslovaquia ·                      | Italia ·                             | Rusia ·                             |

## Medallero
| Núm. | País            | Oro | Plata | Bronce | Total |
| ---- | --------------- | --- | ----- | ------ | ----- |
| 1    | Eslovaquia      | 2   | 1     | 0      | 3     |
| 2    | Alemania        | 2   | 0     | 3      | 5     |
|      | Rusia           | 2   | 0     | 3      | 5     |
| 4    | Italia          | 1   | 1     | 2      | 4     |
| 5    | Noruega         | 1   | 1     | 0      | 2     |
|      | Reino Unido     | 1   | 1     | 0      | 2     |
| 7    | Chipre          | 1   | 0     | 0      | 1     |
| 8    | República Checa | 0   | 3     | 1      | 4     |
| 9    | Suecia          | 0   | 2     | 0      | 2     |
| 10   | Francia         | 0   | 1     | 0      | 1     |
| 11   | Grecia          | 0   | 0     | 1      | 1     |
|      | TOTAL           | 10  | 10    | 10     | 30    |